# Прейлово (Вармінсько-Мазурське воєводство)
Прейлово (пол. Prejłowo, нім. Preylowen) — село в Польщі, у гміні Пурда Ольштинського повіту Вармінсько-Мазурського воєводства.
Населення — 433 особи (2011).
У 1975-1998 роках село належало до Ольштинського воєводства.

## Демографія
Демографічна структура станом на 31 березня 2011 року:
|          | Загалом | Допрацездатний вік | Працездатний вік | Постпрацездатний вік |
| -------- | ------- | ------------------ | ---------------- | -------------------- |
| Чоловіки | 208     | 35                 | 161              | 12                   |
| Жінки    | 225     | 53                 | 139              | 33                   |
| Разом    | 433     | 88                 | 300              | 45                   |